# Selskabet for Borgerdyd
Selskabet for Borgerdyd (Borgerdydselskabet) var et selskab, som i tilslutning til tidens rationalistiske ideer og en optimistisk nationaløkonomi stiftedes i København 1785 af Aftenpostens redaktør Emanuel Balling, "lægen og menneskevennen" Johann Clemens Tode og Holmens ekvipagemester, kammerherre Andreas Henrik Stibolt. Med tydeligt henblik på almenvellet og det "til Borgerheld sigtende" bestemtes i selskabets love, at det skulle være "Borgerdyd i Almindelighed og Tarvelighed i Særdeleshed helliget", dog at "Tarvelighed er det første og vigtigste Formaal, fordi den for nærværende Tid kan anses som den Borgerdyd, der fremmer alle andre". Bemærk at tarvelighed på det tidspunkt betød beskedenhed.
Selskabet begyndte ret stort, udsatte præmier, lod afholde økonomiske og historiske forelæsninger, grundede et bibliotek og de to skoler i København og på Christianshavn, som indtil 2007 hhv. 2010 endnu bar selskabets navn (Borgerdydskolerne) og som blev den eneste frugt af dets virksomhed. For de øvrige bestemmelser til luksus' bekæmpelse, som medlemmerne forpligtede sig til i større eller mindre grad at overholde, og hvoraf mange var særdeles kuriøse, vakte kun spot og uvilje i den offentlige mening, især da "Borgerdyden" ville bryde staven over københavnernes nyeste og bedste fornøjelse, klubberne og de dramatiske selskaber. Efter kun få års eksistens standsede "Borgerdyden" sin tilværelse under indre bevægede kampe, og kun navnet og de to Skoler blev tilbage som et minde om en tidsalders filistrøse idealisme.